# 諾貝爾和平獎得主列表

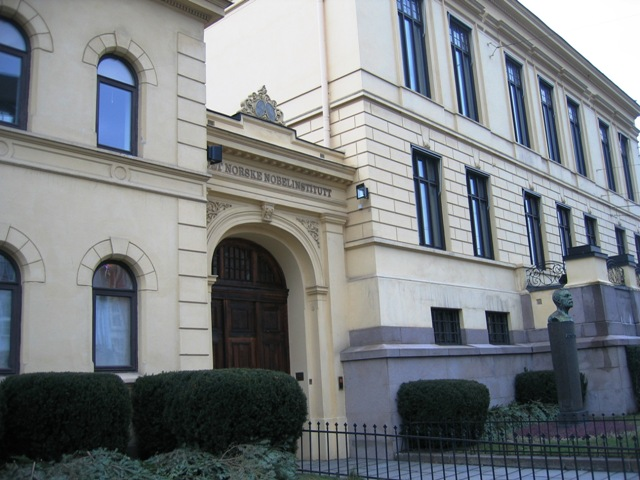
挪威诺贝尔研究所（上图为其总部）协助挪威诺贝尔委员会选出诺贝尔和平奖得主并组织每年在奥斯陆进行的颁奖仪式

挪威诺贝尔委员会每年都会向“为促进民族国家团结友好、取消或裁减军备以及为和平会议的组织和宣传尽到最大努力或作出最大贡献的人”颁发诺贝尔和平奖。该奖是于1895年根据阿尔弗雷德·诺贝尔的遗嘱设立的五个诺贝尔奖之一，分别授予在化学、物理学、文学、和平以及生理学或医学领域作出杰出贡献的人士。根据诺贝尔的遗嘱，和平奖由挪威诺贝尔委员会进行管理，挪威议会将选出5人组成委员会决定获奖人选。和平奖每年12月10日在奥斯陆颁发，这天是诺贝尔的忌日，挪威国王亲自向获奖者授予该奖项，是唯一一项不是在斯德哥尔摩颁发的诺贝尔奖。
诺贝尔和平奖首次颁发是在1901年，當時有两位获奖者，分别是弗雷德里克·帕西和亨利·杜南，每位获奖者都赢得到一枚奖牌、一份证书以及不同数额的奖金，帕西和杜南获得15万零782瑞典克朗，相当于2008年的773万1004瑞典克朗。1962年，莱纳斯·鲍林曾获得诺贝尔和平奖；1954年，他又获得过诺贝尔化学奖，成为唯一一位两次独得诺贝尔奖的获奖人。2014年，馬拉拉·優素福扎伊获得诺贝尔和平奖，成为诺贝尔奖历史上最年轻的获奖者，获奖时年仅17岁。另一个与其他诺贝尔奖的不同点在于，和平奖经常授予组织而非个人，例如红十字国际委员会就先后三次获得该奖项；2020年，諾貝爾和平獎授予世界糧食計劃署。
有观点认为和平奖是诺贝尔奖中最具争议的一项，其对多位获奖者的选择受到过批评，圣雄甘地曾先后五次获得提名，但始终未能获奖。1948年他被刺杀后，挪威诺贝尔委员会曾考虑追授，但最终还是没有这么做，而是决定在这年不予授奖，所给出的解释是：“没有适合且在生的候选人”。1961年，达格·哈马舍尔德在获得提名后逝世，但这时奖项尚未颁发，他也成为唯一一位获得追授的获奖者，在这以后规则进行了调整，以致几乎不可能再有人得到追授。1973年，黎德寿拒绝接受诺贝尔和平奖，表示考虑到越南的处境，自己没有立场来接受这一奖项。2009年，當時新任美國總統歐巴馬獲獎也受批評十分草率，被質疑頒獎理由站不住腳。1989年和2010年，西藏宗教领袖十四世达赖喇嘛和中国維權人士刘晓波分别获奖，令中華人民共和國政府感到不滿。2024年，日本被爆者团体“日本原水爆被害者團體協議會”获得殊荣。

## 得主
截止2024年，诺贝尔和平奖共授予了111位个人和28个组织。共有19位女性曾赢得诺贝尔和平奖，超过其他任何诺贝尔奖。有两个组织曾多次获得这一奖项：红十字国际委员会分别于1917、1944和1963年获奖，联合国难民署曾于1954和1981年两度获奖。奖项设立以来，共有19年没有授奖，这个数量也超过其他任何诺贝尔奖。
| 年份 | 得主 | 得主 | 国家或地区 | 理由 |
| ---- | --- | --- | --- | --- |
| 1901 | | 亨利·杜南 | 瑞士 | 红十字国际委员会创办人。 |
| 1901 | | 弗雷德里克·帕西 | 法國 | 各国议会联盟的主要创立者，也是首届世界和平大会的主要组织者。 |
| 1902 | | 埃利·迪科门 | 瑞士 | 国际和平局首任荣誉秘书长。 |
| 1902 | | 夏尔莱·阿尔贝特·戈巴特 | 瑞士 | 各国议会联盟首任秘书长。 |
| 1903 | | 威廉·兰德尔·克里默 | 英国 | 各国议会联盟之父。 |
| 1904 | | 国际法研究院 | 比利时 | 作为一个非官方机构，努力制定国际法的一般性原则。 |
| 1905 | | 贝尔塔·冯·苏特纳 | 奥匈帝国 | 《放下武器》一书的作者，还对诺贝尔和平奖的设立做出了贡献。 |
| 1906 | | 西奥多·罗斯福 | 美国 | 成功地调解並结束了日俄战争，他在仲裁上作出的贡献也给常设仲裁法院提供了第一个案例。                                                                                   |
| 1907 | | 埃内斯托·泰奥多罗·莫内塔 | 意大利 | 意大利和平运动的主要领导者。 |
| 1907 | | 路易·雷诺 | 法國 | 法国国际法学家，海牙常设仲裁法院成员。 |
| 1908 | | 克拉斯·蓬图斯·阿诺尔德松 | 瑞典 | 瑞典和平与仲裁联盟的创始人。 |
| 1908 | | 腓特烈·巴耶尔 | 丹麦 | 斯堪的纳维亚最重要的和平倡导者，加上他在各国议会联盟中的重要贡献，他还是国际和平局的首任主席。                                                                       |
| 1909 | | 奥古斯特·贝尔纳特 | 比利时 | 各国议会联盟领袖人物，两次海牙和平会议的代表。 |
| 1909 | | 保罗-亨利-邦雅曼·德斯图内勒·德康斯坦                                                                                           | 法國 | 在国际仲裁领域辉煌的职业生涯，以及法德和英法之间的外交工作。 |
| 1910 | | 常设国际和平局 | 瑞士 | 各个国家和平社会之间的纽带。 |
| 1911 | | 托比亚斯·阿赛尔 | 荷蘭 | 仲裁法院成员，国际私法会议的发起人。 |
| 1911 | | 阿尔弗雷德·弗里德 | 奥匈帝国 | 德国和平协会创始人。 |
| 1912 | | 伊莱休·鲁特[A] | 美国 | 对国际仲裁的浓厚兴趣，以及设立国际法庭的方案。 |
| 1913 | | 亨利·拉方丹 | 比利时 | 国际和平局局长。 |
| 1914 | 没有授奖 | 没有授奖 | 没有授奖 | 没有授奖 |
| 1915 | 没有授奖 | 没有授奖 | 没有授奖 | 没有授奖 |
| 1916 | 没有授奖 | 没有授奖 | 没有授奖 | 没有授奖 |
| 1917 | | 红十字国际委员会 | 瑞士 | 竭尽全力保护第一次世界大战各方战俘的权利，其中还包括让战俘与家人建立联系的权利。                                                                                     |
| 1918 | 没有授奖 | 没有授奖 | 没有授奖 | 没有授奖 |
| 1919 | | 伍德罗·威尔逊[A] | 美国 | 在国际联盟的建立上起到了至关重要的作用。 |
| 1920 | | 莱昂·布儒瓦 | 法國 | 参与1899和1907年的两次海牙和平会议，他对国际联盟的成立作出了巨大贡献，时常被称为联盟的“精神之父”                                                                     |
| 1921 | | 卡尔·亚尔马·布兰廷 | 瑞典 | 在国际联盟做出了重要贡献。 |
| 1921 | | 克里斯蒂安·朗格 | 挪威 | 挪威诺贝尔委员会首位秘书长，各国议会联盟秘书长。 |
| 1922 | | 弗里乔夫·南森 | 挪威 | 对数百万竭力对抗饥荒的俄国人民提供帮助，以及对小亚细亚和色雷斯难民的帮助。                                                                                           |
| 1923 | 没有授奖 | 没有授奖 | 没有授奖 | 没有授奖 |
| 1924 | 没有授奖 | 没有授奖 | 没有授奖 | 没有授奖 |
| 1925 | | 奥斯丁·张伯伦[A] | 英国 | 为罗加诺公约的签订做出了贡献。 |
| 1925 | | 查尔斯·盖茨·道斯[A] | 美国 | 为德国的赔偿制订道威斯计划，成为1925年罗加诺公约的经济支柱。 |
| 1926 | | 阿里斯蒂德·白里安 | 法國 | 对罗加诺公约的签订做出了贡献。 |
| 1926 | | 古斯塔夫·施特雷泽曼 | 德国 | 对罗加诺公约的签订做出了贡献。 |
| 1927 | | 费迪南·比松 | 法國 | 对法德和解做出的贡献。 |
| 1927 | | 路德维希·奎德 | 德国 | 对法德和解做出的贡献。 |
| 1928 | 没有授奖 | 没有授奖 | 没有授奖 | 没有授奖 |
| 1929 | | 弗兰克·B·凯洛格[A] | 美国 | 倡导签署《凯洛格—白里安公约》，签署国表示放弃以战争作为国家政策的手段，只能以和平方法解决国际争端或冲突。                                                            |
| 1930 | | 纳坦·瑟德布卢姆 | 瑞典 | 为基督教的团结和世界和平所做出的努力。 |
| 1931 | | 珍·亚当斯 | 美国 | 奖励她在社会改革上所做的工作以及担任国际妇女争取和平与自由联盟领袖所做出的贡献。                                                                                     |
| 1931 | | 尼古拉斯·默里·巴特勒 | 美国 | 促进《非战公约》签署，美国和平运动的领导人。 |
| 1932 | 没有授奖 | 没有授奖 | 没有授奖 | 没有授奖 |
| 1933 | | 诺曼·安吉尔[A] | 英国 | 《大幻觉》一书的作者，国际联盟的支持者，有影响力的宣传者以及和平教育家。                                                                                             |
| 1934 | | 阿瑟·亨德森 | 英国 | 表彰他在国际联盟做出的贡献，特别是裁军领域。 |
| 1935 | | 卡尔·冯·奥西茨基[A][B] | 納粹德國 | 竭力反对德国重整军备。 |
| 1936 | | 卡洛斯·萨维德拉·拉马斯 | 阿根廷 | 他在巴拉圭和玻利维亚促使大厦谷战争结束。 |
| 1937 | | 罗伯特·塞西尔 | 英国 | 表彰他在国际联盟做出的贡献。 |
| 1938 | | 南森国际难民办公室 | 国际联盟 | 表彰该组织对难民提供的帮助。 |
| 1939 | 没有授奖 | 没有授奖 | 没有授奖 | 没有授奖 |
| 1940 | 没有授奖 | 没有授奖 | 没有授奖 | 没有授奖 |
| 1941 | 没有授奖 | 没有授奖 | 没有授奖 | 没有授奖 |
| 1942 | 没有授奖 | 没有授奖 | 没有授奖 | 没有授奖 |
| 1943 | 没有授奖 | 没有授奖 | 没有授奖 | 没有授奖 |
| 1944 | | 红十字国际委员会[A] | 瑞士 | 表彰该组织在第二次世界大战期间的大量人道主义工作。 |
| 1945 | | 科德尔·赫尔 | 美国 | 表彰他在故乡与孤立主义的斗争，在美洲大陆建立和平国家联盟的努力以及为联合国组织所做的工作。                                                                           |
| 1946 | | 爱米莉·巴尔奇 | 美国 | 前历史和社会学教授，国际妇女争取和平与自由联盟名誉国际总会长。 |
| 1946 | | 约翰·穆德 | 美国 | 世界基督教青年会联盟会长，国际宣教协会主席。 |
| 1947 | | 英国教友会 | 英国 | 对他人的同情以及帮助他们的愿望。 |
| 1947 | 美国教友会 | 美国 | | 对他人的同情以及帮助他们的愿望。 |
| 1948 | 没有授奖，因为“没有适合且在生的候选人”。由于诺贝尔和平奖不会追授已经过世的获奖者，委员会以此来向前不久遭到暗杀的圣雄甘地致敬。 | 没有授奖，因为“没有适合且在生的候选人”。由于诺贝尔和平奖不会追授已经过世的获奖者，委员会以此来向前不久遭到暗杀的圣雄甘地致敬。 | 没有授奖，因为“没有适合且在生的候选人”。由于诺贝尔和平奖不会追授已经过世的获奖者，委员会以此来向前不久遭到暗杀的圣雄甘地致敬。 | 没有授奖，因为“没有适合且在生的候选人”。由于诺贝尔和平奖不会追授已经过世的获奖者，委员会以此来向前不久遭到暗杀的圣雄甘地致敬。                                       |
| 1949 | | 约翰·博伊德·奥尔 | 英国 | 联合国粮食及农业组织总干事和杰出的组织者，世界和平组织联盟和国家和平理事会主席。                                                                                     |
| 1950 | | 拉尔夫·本奇 | 美国 | 哈佛大学教授，表彰他在1948年调解阿以战争所做的努力。 |
| 1951 | | 莱昂·儒奥 | 法國 | 欧洲理事会国际委员会主席，国际自由工会联合会副主席，世界工会联合会副主席，国际劳工组织理事会成员，联合国代表。                                                       |
| 1952 | | 阿尔伯特·史怀哲[A] | 法國 | 传道医生，兰巴雷内创始人。 |
| 1953 | | 乔治·卡特莱特·马歇尔 | 美国 | 美国红十字会会长，前美国国务卿和美国国防部长，联合国代表，马歇尔计划的发起者。                                                                                       |
| 1954 | | 联合国难民署[A] | 联合国 | 联合国于1951年创立的国际救援组织。 |
| 1955 | 没有授奖 | 没有授奖 | 没有授奖 | 没有授奖 |
| 1956 | 没有授奖 | 没有授奖 | 没有授奖 | 没有授奖 |
| 1957 | | 莱斯特·鲍尔斯·皮尔逊 | 加拿大 | 前加拿大外交部长，联合国大会第七次会议主席。为了在结束苏伊士运河危机并试图通过联合国解决中东问题所做出的努力。                                                       |
| 1958 | | 乔治·皮尔 | 比利时 | 道明会之父，难民救援机构领袖。 |
| 1959 | | 菲利普·J·诺埃尔-贝克 | 英国 | 欧洲议会成员，终身致力于国际和平与合作。 |
| 1960 | | 艾伯特·卢图利[A] | 南非聯邦 | 非洲人国民大会主席。他“站在南非反对种族隔离斗争的最前沿”。 |
| 1961 | | 达格·哈马舍尔德[C] | 瑞典 | 联合国秘书长。表彰他在加强联合国作用上作出的贡献。 |
| 1962 | | 莱纳斯·卡尔·鲍林[A] | 美国 | 表彰他在反对核武器试验上作出的努力。 |
| 1963 | | 红十字国际委员会 | 瑞士 | 表彰该组织100年来在保障人权上所做的努力。 |
| 1963 | 红十字会联盟 | | 瑞士 | 表彰该组织100年来在保障人权上所做的努力。 |
| 1964 | | 马丁·路德·金 | 美国 | 民权活动家，西方世界首位向我们证明斗争可以通过非暴力方式发起的人。                                                                                                   |
| 1965 | | 联合国国际儿童紧急救援基金会                                                                                                   | 联合国 | 国际救援组织。 |
| 1966 | 没有授奖 | 没有授奖 | 没有授奖 | 没有授奖 |
| 1967 | 没有授奖 | 没有授奖 | 没有授奖 | 没有授奖 |
| 1968 | | 勒内·卡森 | 法國 | 欧洲人权法院主席。 |
| 1969 | | 国际劳工组织 | 联合国 | [ 68 ] |
| 1970 | | 诺曼·E·布劳格 | 美国 | 国际玉米和小麦改良中心，表彰他对绿色革命作出的贡献，对全世界，特别是亚洲和拉丁美洲的粮食生产产生了深远的影响。                                                       |
| 1971 | | 维利·勃兰特 | 西德 | 联邦德国总理，表彰他在西德东方政策上的贡献。 |
| 1972 | 没有授奖 | 没有授奖 | 没有授奖 | 没有授奖 |
| 1973 | | 亨利·基辛格 | 美国 | 在通过巴黎和平协约实现越战停火以及美军撤离上发挥的积极作用。 |
| 1973 | | 黎德寿[D] | 越南民主共和国 | 在通过巴黎和平协约实现越战停火以及美军撤离上发挥的积极作用。 |
| 1974 | | 肖恩·麦克布赖德 | 爱尔兰 | 国际和平局主席，纳米比亚委员会主席。表彰他在人权领域做出的贡献：通过欧洲议会试行《欧洲人权公约》，协助创立国际特赦组织并担任领导人，担任国际法学家委员会秘书长。     |
| 1974 | | 佐藤荣作 | 日本 | 日本首相，宣布日本放弃发展核武器，并努力推动区域和解。 |
| 1975 | | 安德烈·德米特里耶维奇·萨哈罗夫[E]                                                                                              | 苏联 | 表彰他在争取人权、裁军和促进所有国家之间合作上做出的努力。 |
| 1976 | | 贝蒂·威廉斯[A] | 英国 / 爱尔兰 | 北爱尔兰和平运动（之后更名为和平人士社团）的创始人。 |
| 1976 | 梅里德·科里根[A] | | 英国 / 爱尔兰 | 北爱尔兰和平运动（之后更名为和平人士社团）的创始人。 |
| 1977 | | 国际特赦组织 | 英国 | 为保护良心犯人权所做的努力。 |
| 1978 | | 穆罕默德·安瓦尔·萨达特 | 埃及 | 签署戴维营协议，通过谈判给埃及和以色列带来了和平。 |
| 1978 | | 梅纳赫姆·贝京 | 以色列 | 签署戴维营协议，通过谈判给埃及和以色列带来了和平。 |
| 1979 | | 德蕾莎修女 | 印度 | 仁爱传教修女会的创始人。 |
| 1980 | | 阿道弗·佩雷斯·埃斯基维尔 | 阿根廷 | 人权领袖，创办非暴力人权组织与统治阿根廷的军政府做斗争。 |
| 1981 | | 联合国难民署 | 联合国 | 联合国于1951年创立的国际救援组织。 |
| 1982 | | 阿尔瓦·米达尔 | 瑞典 | 表彰他们在联合国裁军协商中发挥的重要作用，他们都赢得了国际社会的认同。                                                                                               |
| 1982 | | 阿方索·加西亚·罗夫莱斯 | 墨西哥 | 表彰他们在联合国裁军协商中发挥的重要作用，他们都赢得了国际社会的认同。                                                                                               |
| 1983 | | 莱赫·瓦文萨 | 波蘭 | 团结工联的创始人，人权活动家。 |
| 1984 | | 德斯蒙德·图图 | 南非 | 约翰内斯堡的主教，前南非教会理事会秘书长。 |
| 1985 | | 国际防止核战争医生组织 | 美国 | 发布权威信息帮助人们意识到原子战争的灾难性后果……这反过来又有助于增加公众对原子武器扩散的反对意见，对其优先级别重新定义，更加关注卫生和其他人道主义问题所面临的压力。 |
| 1986 | | 埃利·维瑟尔 | 美国 | 表彰他努力不懈地公開反對暴力、鎮壓及種族主義。 |
| 1987 | | 奥斯卡·阿里亚斯·桑切斯 | | 表彰他为中美洲和平做出的贡献，他的努力令各方于这年8月7日在危地马拉签署了协议。                                                                                       |
| 1988 | | 联合国维持和平部队 | 联合国 | 为实现联合国的其中一项基本原则作出了重要贡献。 |
| 1989 | | 丹增嘉措 第十四世达赖喇嘛 | 中国（流亡： 印度） | 表彰他在解放西藏上斗争和对动用暴力的持续反对。他主张通过以容忍和相互尊重为基础的和平方式解决问题，以求维护自己人民的历史和文化底蕴。                                 |
| 1990 | | 米哈伊尔·谢尔盖耶维奇·戈尔巴乔夫                                                                                               | 苏联 | 苏联共产党中央委员会总书记兼苏联总统，表彰他在和平进程中发挥的主导作用，帮助形成了今天国际社会的重要组成部分。                                                       |
| 1991 | | 翁山蘇姬[F] | 緬甸 | 表彰她为争取民主和人权做出的非暴力抗争。 |
| 1992 | | 里戈韦塔·门楚 | | 表彰她在尊重土著人民权利的基础上为促进社会正义和民族文化和解所做的努力。                                                                                             |
| 1993 | | 纳尔逊·曼德拉 | 南非 | 表彰他们通过和平手段结束南非种族隔离制度的努力，并为一个民主的新南非奠定了基础。                                                                                     |
| 1993 | 弗雷德里克·威廉·戴克拉克 | | 南非 | 表彰他们通过和平手段结束南非种族隔离制度的努力，并为一个民主的新南非奠定了基础。                                                                                     |
| 1994 | | 亚西尔·阿拉法特 | 巴勒斯坦 | 表彰双方以极大的勇气通过政治行动兑现了承诺，给中东地区走向博爱开辟了新的发展机遇。                                                                                   |
| 1994 | | 伊扎克·拉宾 | 以色列 | 表彰双方以极大的勇气通过政治行动兑现了承诺，给中东地区走向博爱开辟了新的发展机遇。                                                                                   |
| 1994 | 希蒙·佩雷斯 | | 以色列 | 表彰双方以极大的勇气通过政治行动兑现了承诺，给中东地区走向博爱开辟了新的发展机遇。                                                                                   |
| 1995 | | 约瑟夫·罗特布拉特 | 英国 | 表彰他们在国际政治中为减少核武器，并朝消除核武器的长远方向前进所做出的努力。                                                                                         |
| 1995 | | 帕格沃什科学和世界事务会议 | 加拿大 | 表彰他们在国际政治中为减少核武器，并朝消除核武器的长远方向前进所做出的努力。                                                                                         |
| 1996 | | 卡洛斯·菲利普·西门内斯·贝洛 | 东帝汶 | 表彰他们为实现公正与和平解决东帝汶冲突所做的努力。 |
| 1996 | 若泽·拉莫斯·奥尔塔 | | 东帝汶 | 表彰他们为实现公正与和平解决东帝汶冲突所做的努力。 |
| 1997 | | 国际反地雷组织 | 瑞士 | 表彰他们在禁止和清除杀伤人员地雷上所做出的努力。 |
| 1997 | | 乔迪·威廉斯 | 美国 | 表彰他们在禁止和清除杀伤人员地雷上所做出的努力。 |
| 1998 | | 约翰·休姆 | 爱尔兰 | 表彰他们在为北爱尔兰的冲突找到和平解决方案上所做的努力。 |
| 1998 | | 戴维·特林布尔 | 英国 | 表彰他们在为北爱尔兰的冲突找到和平解决方案上所做的努力。 |
| 1999 | | 无国界医生 | 瑞士 | 表彰该组织在多个大陆上开创性的人道主义工作。 |
| 2000 | | 金大中 | | 表彰他对韩国乃至东亚的民主和人权事业做出的贡献，特别是与朝鲜达成和平与和解。                                                                                         |
| 2001 | | 联合国 | 联合国 | 表彰该组织在增进世界和平上做出的贡献。 |
| 2001 | 科菲·安南 | | | 表彰该组织在增进世界和平上做出的贡献。 |
| 2002 | | 吉米·卡特 | 美国 | 表彰他几十年如一日地寻求和平解决国际争端的办法，推进民主和人权，并促进经济和社会发展。                                                                               |
| 2003 | | 希林·伊巴迪 | 伊朗 | 表彰她为民主和人权做出的努力。她还特别关注于妇女和儿童权利的斗争。                                                                                                   |
| 2004 | | 旺加里·马塔伊 | | 表彰她在可持续发展、民主与和平领域做出的贡献。 |
| 2005 | | 国际原子能机构 | 联合国 | 表彰他们在防止核能用于军事目的以及确保通过最安全的方式和平利用核能上做出的努力。                                                                                     |
| 2005 | | 穆罕默德·巴拉迪 | 埃及 | 表彰他们在防止核能用于军事目的以及确保通过最安全的方式和平利用核能上做出的努力。                                                                                     |
| 2006 | | 穆罕默德·尤努斯 | | 表彰他们通过创业小额贷款来推进经济，以及向穷人，特别是女性提供社会机遇上做出的贡献。                                                                                 |
| 2006 | 孟加拉乡村银行 | | | 表彰他们通过创业小额贷款来推进经济，以及向穷人，特别是女性提供社会机遇上做出的贡献。                                                                                 |
| 2007 | | 政府间气候变化专门委员会 | 联合国 | 表彰他们在传播人为气候变化知识上做出的努力，并为应对这一变化所需要的措施奠定了基础。                                                                                 |
| 2007 | | 阿尔·戈尔 | 美国 | 表彰他们在传播人为气候变化知识上做出的努力，并为应对这一变化所需要的措施奠定了基础。                                                                                 |
| 2008 | | 马尔蒂·阿赫蒂萨里 | 芬兰 | 表彰他在超过30年的时间里奔波于几个大陆，试图解决国际冲突所做出的努力。                                                                                               |
| 2009 | | 贝拉克·奥巴马 | 美国 | 为表彰他在促进国际外交和各国人民合作所作出的非凡努力。 |
| 2010 | | 刘晓波[G] | 中国 | 以表彰他长期以非暴力方式在中国争取基本人权。 |
| 2011 | | 埃伦·约翰逊·瑟利夫 | 利比里亚 | 表彰她们为女性安全以及女性全面参与和平建设工作权利所做的非暴力斗争。                                                                                                 |
| 2011 | 莱伊曼·古博薇 | | 利比里亚 | 表彰她们为女性安全以及女性全面参与和平建设工作权利所做的非暴力斗争。                                                                                                 |
| 2011 | | 塔瓦库·卡曼 | 葉門 | 表彰她们为女性安全以及女性全面参与和平建设工作权利所做的非暴力斗争。                                                                                                 |
| 2012 | | 欧洲联盟 | 欧盟 | 表彰该组织在超过六十年的时间里对推进欧洲和平与和解，民主与人权上做出的贡献。                                                                                         |
| 2013 | | 禁止化学武器组织 | 荷蘭 | 表彰该组织在消除化学武器上所做的大量努力。 |
| 2014 | | 凱拉西·薩提亞提 | 印度 | 他们分別為對抗兒童和少年所受壓迫以及爭取所有兒童受教育權而奮鬥。 |
| 2014 | | 马拉拉·优素福扎伊 | 巴基斯坦 | 他们分別為對抗兒童和少年所受壓迫以及爭取所有兒童受教育權而奮鬥。 |
| 2015 | | 突尼西亞全國對話四方集團 | 突尼西亞 | 在2011年的茉莉花革命之後，對於建立一個多元民主的突尼西亞所做出的決定性貢獻。                                                                                         |
| 2016 | | 胡安·曼努埃尔·桑托斯 | 哥伦比亚 | 他坚持不懈的努力终结了持续五十余年造成至少22万哥伦比亚人死亡和将近六百万人无家可归的哥伦比亚内战。                                                                   |
| 2017 | | 國際廢除核武器運動 | 瑞士 | 提請各方注意使用任何核武器後造成的災難性人道主義後果，以及為實現禁止這些武器的條約造出的突破性努力。                                                                 |
| 2018 | | 德尼·慕克維格 | 刚果民主共和国 | 他們致力結束在戰爭和武裝衝突中使用性暴力作武器。 |
| 2018 | | 纳迪娅·穆拉德 | 伊拉克 | 他們致力結束在戰爭和武裝衝突中使用性暴力作武器。 |
| 2019 | | 阿比·艾哈邁德·阿里 | 衣索比亞 | 表彰他為了實現和平與國際合作作出的努力，特別是其果斷倡議解決與鄰國厄立特里亞的邊界衝突。                                                                             |
| 2020 | | 世界糧食計劃署 | 联合国 | 致力於消除飢餓，為改善受衝突影響地區的和平條件做出貢獻，並在防止飢餓作為戰爭和衝突武器的努力中發揮了推動作用。                                                       |
| 2021 | | 玛丽亚·雷萨 | 菲律賓 | 表彰他們為維護民主與持久和平的先決條件——言論自由所做的努力。 |
| 2021 | | 德米特里·穆拉托夫 | 俄羅斯 | 表彰他們為維護民主與持久和平的先決條件——言論自由所做的努力。 |
| 2022 | | 阿列斯·比亚利亚茨基 | 白俄羅斯 | 促进批评权力的权利，保护公民的基本权利，为记录战争罪行、侵犯人权和滥用权力作出杰出努力。                                                                             |
| 2022 | | 紀念 | 俄羅斯 | 促进批评权力的权利，保护公民的基本权利，为记录战争罪行、侵犯人权和滥用权力作出杰出努力。                                                                             |
| 2022 | | 公民自由中心 | 乌克兰 | 促进批评权力的权利，保护公民的基本权利，为记录战争罪行、侵犯人权和滥用权力作出杰出努力。                                                                             |
| 2023 | | 纳尔吉斯·穆罕默迪 | 伊朗 | 表彰她为伊朗受压迫的女性而战，为促进所有人的人权及自由而战。 |
| 2024 | | 日本原水爆被害者團體協議會 | 日本 | 表彰该组织为无核武器世界的实现做出不懈努力，同时以证人证词表明核武器不能再被使用。                                                                                   |

## 得主分類

### 依組織
| 分類     | 總計 |
| -------- | ---- |
| 男性     | 93   |
| 女性     | 19   |
| 國際組織 | 27   |
| 未頒獎   | 19   |

### 依國籍
| 國家                 | 總計 |
| -------------------- | ---- |
| 美国                 | 23   |
| 英国                 | 12   |
| 瑞士                 | 11   |
| 联合国/國際聯盟      | 10   |
| 法國                 | 9    |
| 瑞典                 | 5    |
| 比利时               | 4    |
| 納粹德國/ 德国/ 西德 | 4    |
| 南非                 | 4    |
| 俄羅斯/ 苏联         | 4    |
| 以色列               | 3    |
| 印度                 | 3    |
| 中华人民共和国[H]    | 2    |
| 奥匈帝国             | 2    |
| 挪威                 | 2    |
| 荷蘭                 | 2    |
| 阿根廷               | 2    |
| 加拿大               | 2    |
| 愛爾蘭               | 2    |
| 埃及                 | 2    |
| 波蘭                 | 2    |
| 东帝汶               | 2    |
| 伊朗                 | 2    |
|                      | 2    |
| 利比里亚             | 2    |
| 日本                 | 2    |
| 義大利               | 1    |
| 丹麦                 | 1    |
| 越南民主共和国       | 1    |
| 巴勒斯坦             | 1    |
| 墨西哥               | 1    |
|                      | 1    |
| 緬甸                 | 1    |
|                      | 1    |
|                      | 1    |
|                      | 1    |
|                      | 1    |
| 芬兰                 | 1    |
| 葉門                 | 1    |
| 欧洲联盟             | 1    |
| 巴基斯坦             | 1    |
| 突尼西亞             | 1    |
| 哥伦比亚             | 1    |
| 刚果民主共和国       | 1    |
| 伊拉克               | 1    |
| 衣索比亞             | 1    |
| 菲律賓               | 1    |
| 白俄羅斯             | 1    |
| 乌克兰               | 1    |
| 羅馬尼亞             | 1    |
| 奥斯曼帝国           | 1    |

## 说明
A 1912年、1919年、1925年、1929年、1933年、1935年、1944年、1952年、1954年、1960年、1962年、1976年的獲獎者都是在一年后才獲得前一年度的诺贝尔和平奖，因为挪威诺贝尔委员会认为，那一年的被提名人都不符合诺贝尔和平獎的标准，为此委员会根据规则推迟颁奖到一年后，第二年再決定前一年度的奖项。
B 卡尔·冯·奥西茨基未能出席领奖，因为当时的德国拒绝向他发放护照。
C 达格·哈马舍尔德在颁奖前就去世了，委员会将奖项追授予他。
D 黎德寿拒绝接受奖项。
E 安德烈·德米特里耶维奇·萨哈罗夫未能出席领奖，因为当时的苏联政府拒绝向他发放护照。
F 昂山素季未能出席领奖，因为她遭到缅甸政府软禁。获释并当选议员后，她于2012年6月16日亲自领奖。
G 刘晓波未能出席领奖，因为他遭到中國大陸當局囚禁。他於2017年7月13日逝世。
H 在法律意义上，达赖喇嘛在1951年中华人民共和国控制西藏之后，1959年流亡印度之前，可认为其拥有中国国籍，也参加了中国第一届全国人民代表大会。至今中国政府未明确声明剥夺或不承认达赖喇嘛的中国国籍，达赖喇嘛也未明确声明放弃中国国籍。但是流亡印度至今期间（包括1989年获諾貝爾獎当时），达赖喇嘛为难民身份，持一种印度政府颁发给西藏政治难民的身份和旅行证件，可在国际旅行时当做护照的替代品使用